# Rasoio di sicurezza

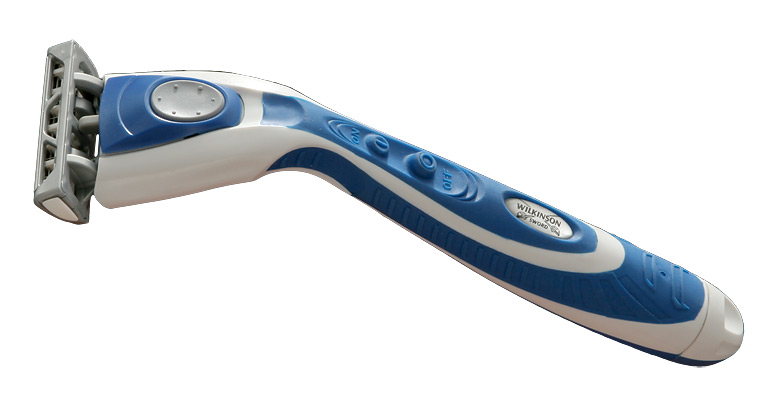
Un rasoio di sicurezza multilama a cartuccia

I rasoi di sicurezza sono rasoi progettati per proteggere il più possibile la pelle da possibili tagli o irritazioni dovuti alle lame.
A partire dai primi anni dieci del ventunesimo secolo il rasoio di sicurezza con lametta usa e getta è oggetto di riscoperta e rivalutazione, con significativo incremento delle vendite a partire dal 2009. Tali rasoi sono infatti tuttora apprezzati e utilizzati in quanto molte persone ritengono che si ottengano risultati migliori e ci siano minori rischi di irritazione rispetto ai moderni rasoi multilama. Inoltre, tali rasoi con lametta usa e getta sono anche ampiamente utilizzati nei paesi in via di sviluppo, in cui le persone non possono permettersi l'utilizzo delle costose testine dei rasoi multilama a fronte del costo irrisorio delle lamette usa e getta.

## Storia

### Prima dei rasoi di sicurezza
Prima dell'invenzione dei rasoi di sicurezza, lo strumento principale usato per la rasatura era il rasoio a mano libera. Questa tipologia di rasoio richiede però attenzione data la possibilità di ferirsi anche in maniera significativa; inoltre, le lame dei rasoi a mano libera richiedono una periodica manutenzione e riaffilatura.

### Invenzione

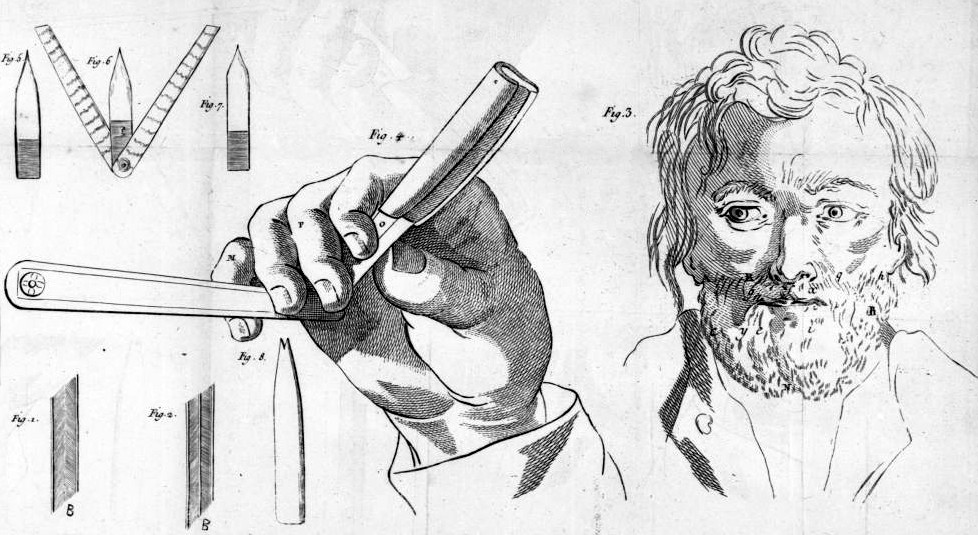
Illustrazione del rasoio di sicurezza concepito da Perret

Il primo rasoio di sicurezza di cui si abbia notizia fu concepito dal coltellinaio francese Jean-Jacques Perret che lo illustra nella sua opera La pogonotomie, ou L'art d'apprendre a se raser soi-meme, avec la manier de connoitre toutes fortes de Pierres propres à affiler tous les outils ou instrumens ovvero La pogonotomia o l'arte di imparare a radersi e l'uso delle pietre per affilare gli utensili. Nel suo libro, Perret sostiene di essersi ispirato alle pialle comunemente in uso per la lavorazione del legno. Il suo rasoio di sicurezza è principalmente una variante di un rasoio a mano libera con la lama racchiusa da una protezione che agevola lo scorrimento sulla pelle e allo stesso tempo impedisce alla lama di affondare.
Rasoi basati su questo concetto iniziarono ad essere prodotti dopo il 1820 in Inghilterra nella zona di Sheffield già famosa per la produzione di lame per rasoi a mano libera. Solo però nella seconda metà dell'800 iniziano ad essere commercializzati rasoi in cui la lama non è più in linea con il manico ma con una forma a T tuttora mantenuta negli attuali prodotti in commercio.
Il primo rasoio di sicurezza pubblicizzato espressamente come tale fu brevettato nel 1880 dai fratelli Kampfe negli Stati Uniti. Al pari dei rasoi moderni questo modello prevede una protezione per la pelle e utilizza una lametta rimovibile a singolo filo. Al pari dei rasoi a mano libera era previsto che la lametta venisse periodicamente riaffilata e ricondizionata. A tal fine la lametta poteva essere inserita in un incavo ricavato nel manico del rasoio in modo da facilitare l'utilizzo di coramelle o pietre per l'affilatura.

### Lamette usa e getta

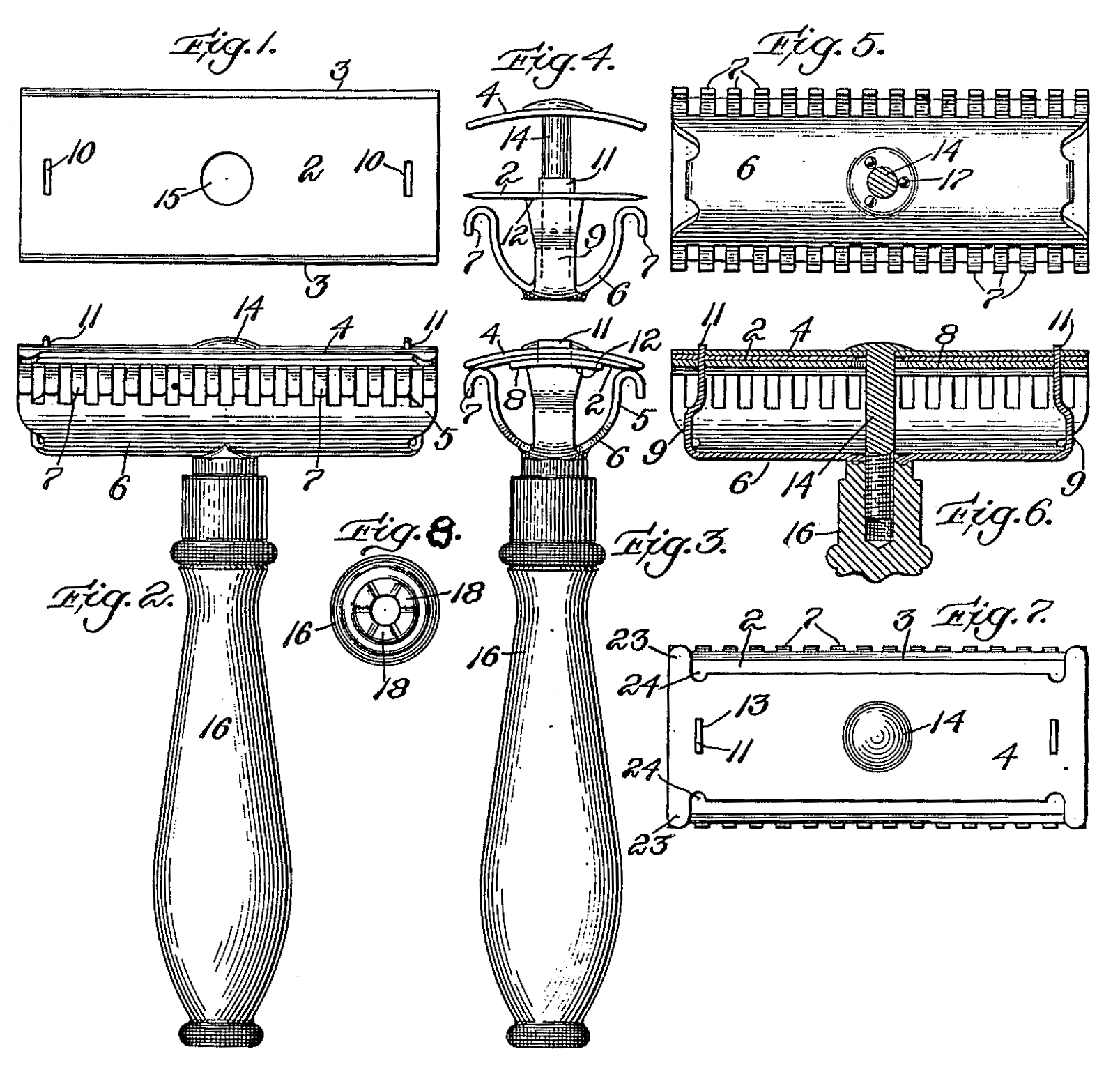
Brevetto del rasoio a lamette usa e getta di Gillette

Solo agli inizi del 1900 appaiono le prime lamette usa e getta. In particolare, King Camp Gillette inventa un sistema per produrre lamette economiche e, nel 1903, inizia a commercializzare una nuova tipologia di rasoio espressamente concepita per lamette usa e getta.
Il primo rasoio Gillette è costituito fondamentalmente da tre pezzi, il manico, il poggialama e la protezione. La protezione è caratterizzata da tre perni, quello centrale serve per serrarla al manico e insieme agli altri due stringe la lametta e il poggialama entrambi dotati quindi di tre semplici buchi. A differenza dei precedenti rasoi di sicurezza le lamette sono dotate di due fili distinti e quindi il rasoio può tagliare da due lati.
Nel 1918 con l'ingresso degli Stati Uniti nella prima guerra mondiale si rende necessario equipaggiare i soldati con rasoi in quanto la barba rendeva inefficace l'uso delle maschere antigas. La Gillette Safety Razor Company vince la commessa dell'esercito ed equipaggia circa 3,5 milioni di soldati statunitensi con un rasoio e vende all'esercito 32 milioni di lamette decretando il definitivo successo dei rasoi di sicurezza con lamette usa e getta.

### I rasoi a singolo filo
Con il successo delle lamette usa e getta, altri produttori iniziano a commercializzare rasoi simili. I principali concorrenti della Gillette sono la Auto Strop Safety Razor co. fondata da Henry J. Gaisman e la American Safety Razors co. che commercializzano rasoi caratterizzati da lamette a singolo filo: GEM, Valet Autostrop, Ever-ready e altri.

### La guerra delle lamette

#### Formato

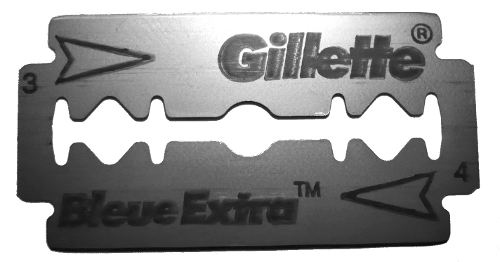
Lametta per rasoio con la forma adatta all'utilizzo in differenti modelli di rasoio di sicurezza

Nel 1921 il brevetto della Gillette sulle lamette decade e questo permette ad altri produttori di iniziare a produrre lamette per quello che ormai era un mercato fiorente visto che a tutto il 1920 la Gillette, unica azienda produttrice fino ad allora, aveva venduto circa 15 milioni di rasoi.
Il principale concorrente della Gillette, la Probak una divisione della Auto Strop Safety Razor co. di Henry J. Gaisman, inizia anche a produrre lamette compatibili con i rasoi Gillette e a produrre rasoi in cui non era possibile inserire le lamette Gillette ma solo le proprie. Inoltre la Probak innova il sistema di produzione delle lamette rendendo possibile costi di produzione più bassi. Tra il 1928 e il 1930 la Gillette e la Probak brevettano decine di formati di lamette e rasoi differenti con il principale scopo di ostacolarsi l'una con l'altra. Nel 1930 King C. Gillette e Henry J. Gaisman si accordano e la Gillette acquista la Probak mettendo fine alle dispute legali in cui erano coinvolte entrambe le aziende.

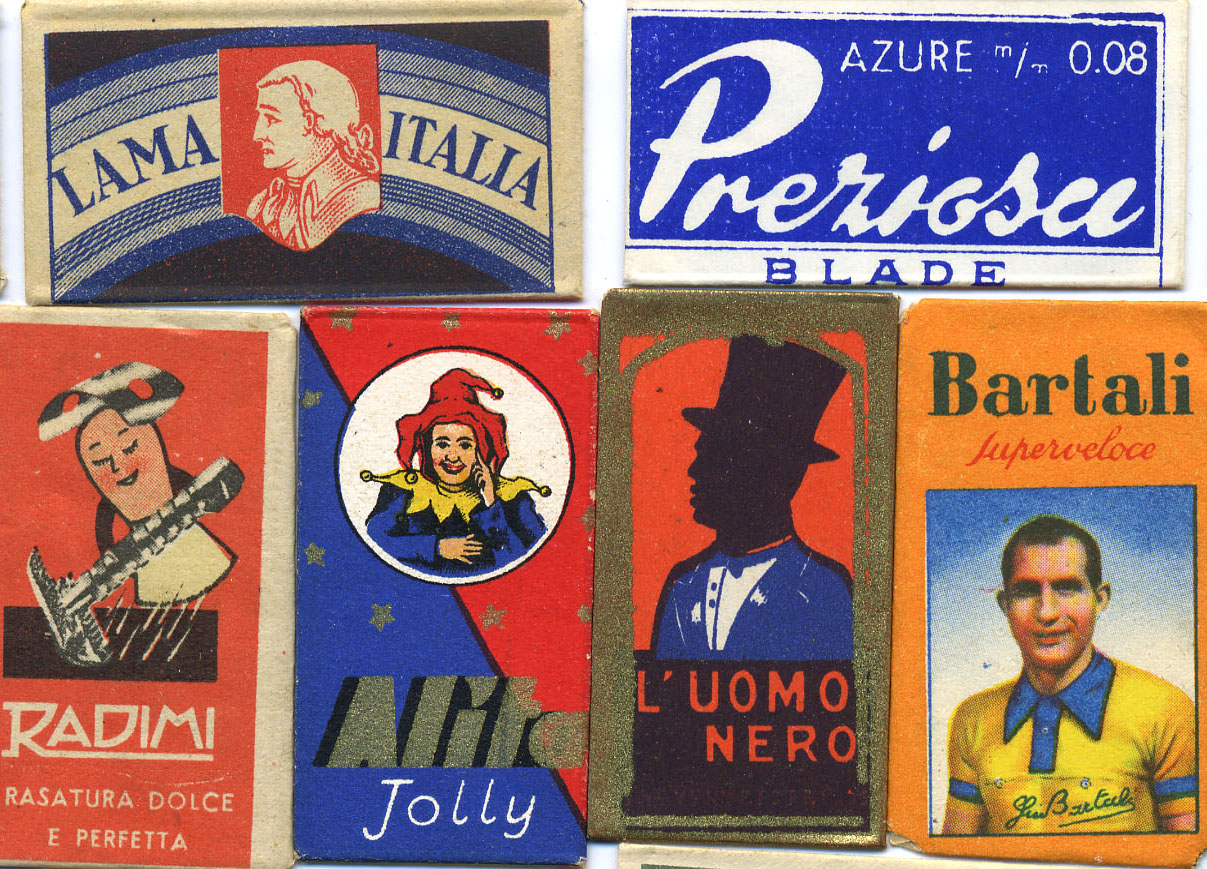
Lamette da barba nelle bustine di carta; sono anche oggetto di collezionismo

Tuttavia, per mantenere la compatibilità con tutti i rasoi precedentemente prodotti da entrambe le aziende le lamette prodotte dalla Gillette e successivamente da altre case produttrici devono mantenere la forma inconsueta con cui sono tuttora prodotte.

#### Acciaio inossidabile
Fino agli anni `60 tutte le lamette presenti in commercio erano costruite utilizzando acciaio al carbonio. Queste lamette arrugginivano in fretta e richiedevano quindi una sostituzione frequente. Nel 1965 l'azienda inglese Wilkinson Sword iniziò a produrre lamette in acciaio inossidabile che quindi non arrugginivano e potevano essere utilizzate più a lungo fino a che non erano più affilate. La Wilkinson conquistò rapidamente il mercato europeo e costrinse anche gli altri produttori e in particolare la Gillette a passare all'utilizzo dell'acciaio inossidabile.
La maggioranza delle lamette o testine per rasoi attualmente in commercio utilizza esclusivamente acciaio inossidabile.
Molto più ampio è il ventaglio di produttori di lamette, prodotte da differenti aziende come, ad esempio, Gillette, Wilkinson, Feather, Astra (P&G Russia), Merkur, Treet, Weishi, Parker e Lama Bolzano in Italia. Tali lamette sono compatibili con la totalità dei rasoi a doppio filo dato che i brevetti originali sono scaduti.

### Multilama
All'incirca nel 1971 la Gillette introdusse sul mercato il Trac II che fu il primo rasoio multilama ad essere ampiamente commercializzato. Questo rasoio non utilizza le usuali lamette ma una specifica cartuccia che contiene due lamette già inserite su un supporto che si inserisce nella testina stessa del rasoio.
Similmente altri produttori iniziarono a produrre rasoi multilama e tuttora si possono trovare in commercio rasoi le cui testine contengono 2, 3, 4 o anche 5 lame montate parallelamente.
I più recenti rasoi multilama hanno la testina incernierata sul manico di modo da seguire la forma della pelle durante la rasatura ammettendo quindi una certa tolleranza nell'angolo con cui si tiene il rasoio a contatto. Presentando su ogni testina anche una striscia di glicole polietilenico, che favorisce la scorrevolezza della testina sulla pelle.
In maniera del tutto simile a quanto accaduto con le prime lamette usa e getta, le testine dei rasoi sono protette da brevetti e di conseguenza il costo finale delle lame di ricambio è più elevato in assenza di concorrenza.

### Rasoi usa e getta
Nel 1974 la Bic introdusse in Europa i rasoi usa e getta. Invece di avere una lametta o l'intera testina usa e getta l'intero rasoio è pensato per essere buttato dopo l'utilizzo. Anche altri produttori seguirono questa strada e, se il rasoio Bic era a singola lama, furono in seguito commercializzati rasoi usa e getta anche a due, tre o più lame.
In genere questi rasoi sono costruiti interamente con materiali plastici a basso costo con l'eccezione delle lame.

## Tipologie

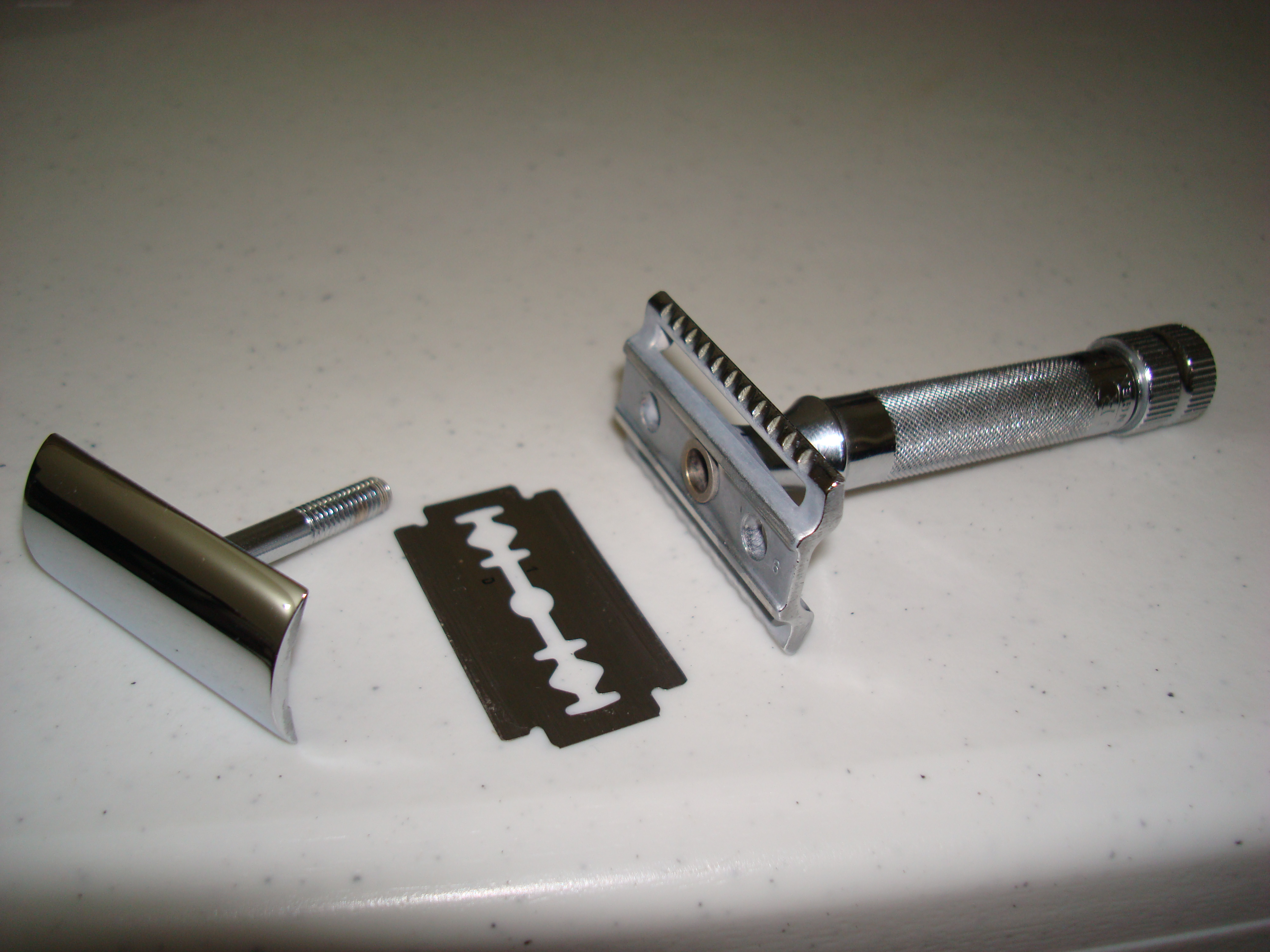
Rasoio a 2 pezzi

### Tre pezzi
La tipologia tre pezzi è la tipologia più diffusa grazie alla facilità di pulizia e mantenimento, ed è costituito dalla testa (ovvero la parte che poggia sul viso), la guardia (dove viene poggiata la lametta) ed il manico che vengono smontati per permettere la sostituzione della lama.

### Due pezzi
Sono simili ai tre pezzi, ma in questo caso la guardia è unita al manico e non può essere separata dal resto.

### Con apertura a farfalla

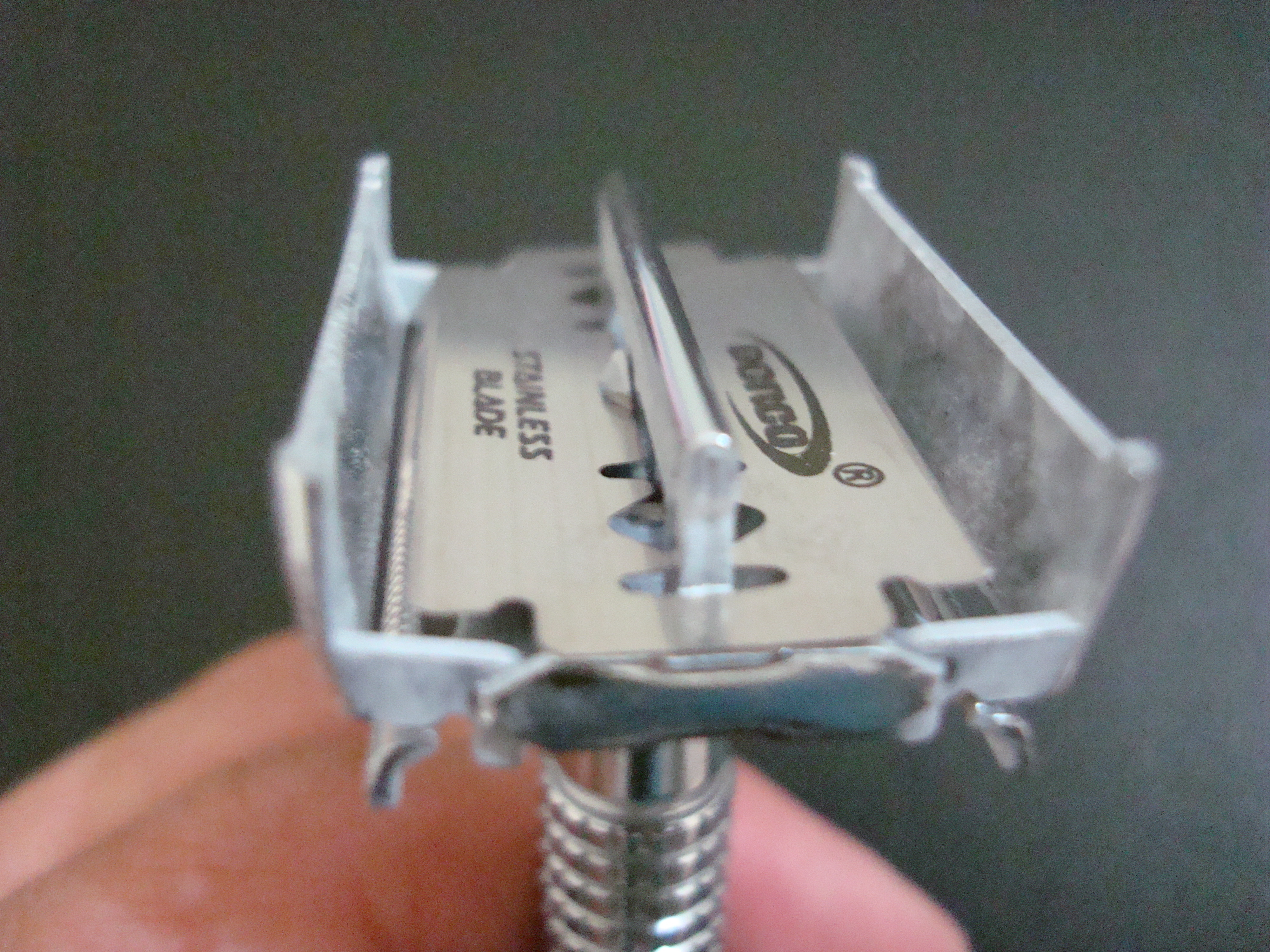
Rasoio con apertura a farfalla

Costituiti da un unico pezzo, la testa è divisa in due, e aprendosi come le ali di una farfalla, permette l'inserimento della lametta. Il meccanismo di apertura/chiusura è situato sull'estremità del manico, costituito da una ghiera. Il pregio è costituito dalla rapida e sicura modalità di sostituzione della lametta, ma ha lo svantaggio della delicatezza del meccanismo.

### Tipologie di guardia

#### I rasoi regolabili

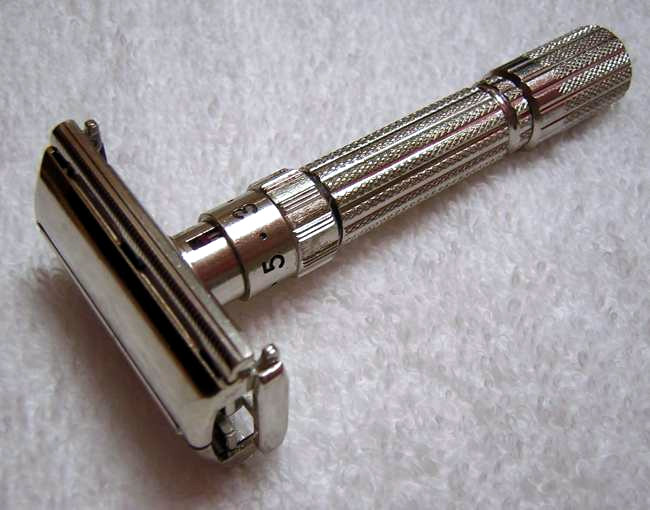
Il rasoio Gillette regolabile prodotto nel 1961 (usualmente chiamato Fatboy)

Negli anni trenta l'azienda tedesca Apollo mise sul mercato il primo rasoio di sicurezza regolabile. Agendo su un perno in fondo al manico
è possibile agire su quanto il filo della lametta sporge rispetto al rasoio stesso determinandone quindi l'aggressività. Tale meccanismo
fu ripreso successivamente anche dalla Gillette che a partire dagli anni cinquanta produsse una linea di rasoi regolabili come lo
Slim Adjustable e il Fatboy. Proprio il Fatboy, grazie alla regolabilità e al peso del manico che bilancia
molto bene il peso della testina, è tuttora ritenuto uno dei migliori rasoi mai prodotti dalla Gillette.

#### Open comb (o pettine aperto)
Rende il rasoio molto aggressivo, ed è stata la prima tipologia utilizzata. La pelle si tende poco, si infila tra i denti del pettine, avvicinandosi molto alla lametta. Ideale per chi si rade saltuariamente o per radere barbe anche molto lunghe.

#### Closed comb (o pettine chiuso)
Il portalama presenta una barra, la quale fa tendere la pelle maggiormente facilitando la rasatura. I rasoi di questo tipo vanno risciacquati più spesso, in quanto peli di barba tagliati e il sapone lo intasano. Ideali per la rasatura quotidiana, soprattutto di barba corta.